# Annelore Zinke
Annelore Zinke (10 dicembre 1958) è un'ex ginnasta tedesca.

## Palmarès

### Mondiali
- 2 medaglie:
  - 1 oro (Varna 1974 nelle parallele asimmetriche)
  - 1 argento (Varna 1974 a squadre)

### Europei
- 2 medaglie:
  - 1 argento (Skien 1975 nelle parallele asimmetriche)
  - 1 bronzo (Skien 1975 nel concorso individuale)